# Come l'amore

Come l'amore est un film italien de 1968 réalisé par Enzo Muzii et présenté à la 18e édition du Festival de Berlin où il a remporté l'ours d'argent.

## Distribution
- Alfred Lynch (en)
- Anna Maria Guarnieri
- Giuseppe Salierno
- Valentino Esposito
- Paul Theodore Flynn
- Valentino Macchi
- Giulio Mascoli
- Gioia Ramaglia
- Barbara Ruffo

## Source de la traduction
- (en) Cet article est partiellement ou en totalité issu de l’article de Wikipédia en anglais intitulé « Something Like Love » (voir la liste des auteurs).